# Soirée du Super Bowl
 (octobre 2022).
La mise en forme du texte ne suit pas les recommandations de Wikipédia : il faut le « wikifier ».
Les points d'amélioration suivants sont les cas les plus fréquents. Le détail des points à revoir est peut-être précisé sur la page de discussion.
- Les titres sont pré-formatés par le logiciel. Ils ne sont ni en capitales, ni en gras.
- Le texte ne doit pas être écrit en capitales (les noms de famille non plus), ni en gras, ni en italique, ni en « petit »…
- Le gras n'est utilisé que pour surligner le titre de l'article dans l'introduction, une seule fois.
- L'italique est rarement utilisé : mots en langue étrangère, titres d'œuvres, noms de bateaux, etc.
- Les citations ne sont pas en italique mais en corps de texte normal. Elles sont entourées par des guillemets français : « et ».
- Les listes à puces sont à éviter, des paragraphes rédigés étant largement préférés. Les tableaux sont à réserver à la présentation de données structurées (résultats, etc.).
- Les appels de note de bas de page (petits chiffres en exposant, introduits par l'outil «  Source ») sont à placer entre la fin de phrase et le point final[comme ça].
- Les liens internes (vers d'autres articles de Wikipédia) sont à choisir avec parcimonie. Créez des liens vers des articles approfondissant le sujet. Les termes génériques sans rapport avec le sujet sont à éviter, ainsi que les répétitions de liens vers un même terme.
- Les liens externes sont à placer uniquement dans une section « Liens externes », à la fin de l'article. Ces liens sont à choisir avec parcimonie suivant les règles définies. Si un lien sert de source à l'article, son insertion dans le texte est à faire par les notes de bas de page.
- La présentation des références doit suivre les conventions bibliographiques. Il est recommandé d'utiliser les modèles {{Ouvrage}}, {{Chapitre}}, {{Article}}, {{Lien web}} et/ou {{Bibliographie}}. Le mode d'édition visuel peut mettre en forme automatiquement les références.
- Insérer une infobox (cadre d'informations à droite) n'est pas obligatoire pour parachever la mise en page.

Pour une aide détaillée, merci de consulter Aide:Wikification.
Si vous pensez que ces points ont été résolus, vous pouvez retirer ce bandeau et améliorer la mise en forme d'un autre article.
 (octobre 2022).
Soirée du Super Bowl (titre original : Super Bowl Sunday) est le quatorzième épisode de la deuxième saison de la série télévisée américaine dramatique This Is Us, et le trente-deuxième au total. Il est créé par Dan Fogelman et réalisé par Glenn Ficarra et John Requa. Il est diffusé le 4 février 2018 sur NBC aux États-Unis. L'épisode se situe le soir du Super Bowl en 1998, soirée au cours de laquelle la maison des Pearson prend feu. La famille Pearson parvient à s'échapper, mais Jack finit par mourir. Depuis cet événement, Rebecca et les enfants regardent le match du Super Bowl en souvenir de Jack. 
L'épisode est diffusé à l'origine immédiatement après la diffusion du Super Bowl LII. « Soirée du Super Bowl » a été visionné par 26,97 millions de téléspectateurs, selon Nielsen Media Research, ce qui en fait l'épisode le plus regardé de This Is Us. Il est devenu l'épisode le mieux noté à la télévision depuis l'épisode post-Super Bowl de 2008 de Dr House.
L'épisode remporte l'adhésion de la critique et du public. Il est largement considéré comme l'un des meilleurs épisodes de la série. 

## Synopsis
En 1998, tard dans la nuit après le Super Bowl, des bruits réveillent Jack, qui découvre que sa maison est en feu. Il réveille sa femme Rebecca et appelle ses enfants Randall et Kate. Son troisième enfant, Kevin, est chez une amie, Sophie. Jack évacue les enfants de leurs chambres, utilisant le matelas de Kate comme bouclier thermique. Rebecca, Randall et Kate descendent au sol en utilisant une corde de drap. Le chien de Kate, Louie, aboie. Voyant le désespoir de Kate, Jack entre à nouveau et ressort avec Louie ainsi que quelques souvenirs de famille. Laissant Kate et Randall chez Miguel, Rebecca emmène Jack à l'hôpital où il est traité pour inhalation de fumée. Alors que Rebecca est sortie de la chambre d'hôpital pour s'occuper de la logistique, Jack subit une crise cardiaque soudaine et mortelle. Le médecin informe Rebecca, qui entre en état de choc jusqu'à ce qu'elle voie le corps de Jack. Elle annonce la nouvelle à Miguel, Kate et Randall, puis hurle seule dans la voiture. Kate trouve enfin Kevin pour le prévenir.
En 2018, à l'occasion du 20e anniversaire de la mort de Jack, Kate visionne de manière cathartique la cassette d'audition enregistrée par Jack, qu'il a sauvée de l'incendie. Elle est endommagée par le magnétoscope, mais Toby l'a fait réparer et l'a téléchargée sur le cloud. Kate dit à Toby que Jack l'aurait aimé car il la rend plus forte. Kevin, qui noie généralement son chagrin dans l'alcool le jour de l'anniversaire, se rend à l'arbre où les cendres de Jack ont été dispersées. Il reconnaît ne pas avoir honoré l'héritage de Jack, mais espère le rendre fier. Rebecca prépare et mange les lasagnes préférées de Jack et se rapproche de Kevin. Elle est convaincue que leurs retrouvailles peuvent être lues comme un cadeau de Jack. Quant à Randall, il commémore Jack avec une fête du Super Bowl pour ses filles et leurs amis. Le nouveau lézard de compagnie de la famille meurt subitement. L'éloge funèbre que prononce Randall est trop intense et émouvant. Tess dit à Randall qu'elle a délibérément laissé le téléphone décroché pour empêcher les travailleurs sociaux d'appeler, craignant que l'intérêt de Randall pour William, Deja, et son nouvel emploi signifie qu'il veut « une nouvelle vie. » Randall dit à Tess que sa naissance a changé sa vie. Il lui sera toujours dévoué et prévoit de dîner avec elle chaque semaine, même plus tard quand elle travaillera. Tess trouve que l'idée d'être famille d'accueil est « cool. » Deja appelle depuis la porte d'entrée de la maison. Randall et Beth la font rentrer et la réconfortent, ce que Tess observe avec joie.
Jordan, le garçon montré au début de l'épisode dans le bureau d'un travailleur social du comté d'Essex, est placé avec un couple. Randall, plus âgé, arrive pour dîner avec l'assistante sociale, qui n'est autre que Tess adulte.

## Production
L'épisode a été écrit par le créateur de la série Dan Fogelman. La décision de diffuser un épisode de This Is Us après le Super Bowl est annoncée le 14 mai 2017. Fogelman avait envisagé la mort de Jack à la suite de l'incendie dès le scénario du pilote. Il voulait que l'événement se situe vers la fin de la deuxième saison et a demandé ce créneau horaire convoité, sachant que NBC diffuserait le Super Bowl.
La séquence de l'incendie a été filmée en décembre 2017 à Newhall Ranch, en Californie.
Des images réelles de la diffusion du Super Bowl LII sur NBC, y compris des scènes d'avant-match et du match lui-même, ont été montées dans des scènes de l'épisode peu de temps avant la diffusion,.

## Accueil